# Vladimir Matyushenko
Vladimir Matyushenko, né le 4 janvier 1971 à Retchytsa, est un combattant professionnel biélorusse d'arts martiaux mixtes (MMA). Ancien compétiteur de l'Ultimate Fighting Championship dans la division poids lourds-légers, il évolue désormais au sein de l'organisation Bellator MMA.

## Palmarès en arts martiaux mixtes
| 35 combats     | 27 victoires | 8 défaites |
| Par KO         | 12           | 4          |
| Par soumission | 4            | 2          |
| Sur décision   | 11           | 2          |

| Résultat | Record | Adversaire               | Méthode                                 | Événement                            | Date              | Round | Temps | Lieu                                    | Notes                                            |
| -------- | ------ | ------------------------ | --------------------------------------- | ------------------------------------ | ----------------- | ----- | ----- | --------------------------------------- | ------------------------------------------------ |
| Défaite  | 27-8   | Joey Beltran             | Soumission (étranglement nord-sud)      | Bellator MMA - Bellator 116          | 11 avril 2014     | 3     | 3:06  | Temecula, Californie, États-Unis        |                                                  |
| Victoire | 27-7   | Houston Alexander        | Décision unanime                        | Bellator 99: Nunes vs Freire         | 13 septembre 2013 | 3     | 5:00  | Temecula, Californie, États-Unis        | Début au Bellator                                |
| Défaite  | 26-7   | Ryan Bader               | Soumission (étranglement en guillotine) | UFC on Fox: Johnson vs. Dodson       | 26 janvier 2013   | 1     | 0:50  | Chicago, Illinois, États-Unis           |                                                  |
| Défaite  | 26-6   | Alexander Gustafsson     | TKO (coups de poing)                    | UFC 141 : Lesnar vs. Overeem         | 30 décembre 2011  | 1     | 2:35  | Las Vegas, Nevada, États-Unis           |                                                  |
| Victoire | 26-5   | Jason Brilz              | KO (coups de poing)                     | UFC 129 : St-Pierre vs. Shields      | 30 avril 2011     | 1     | 0:20  | Toronto, Ontario, Canada                |                                                  |
| Victoire | 25-5   | Alexandre Ferreira       | TKO (coups de coude)                    | UFC 122 : Marquardt vs. Okami        | 13 novembre 2010  | 1     | 2:20  | Oberhausen, Allemagne                   |                                                  |
| Défaite  | 24–5   | Jon Jones                | TKO (coups de coude)                    | UFC Live: Jones vs. Matyushenko      | 1er août 2010     | 1     | 1:52  | San Diego, Californie, États-Unis       |                                                  |
| Victoire | 24–4   | Eliot Marshall           | Decision partagée                       | UFC Live: Vera vs. Jones             | 21 mars 2010      | 3     | 5:00  | Broomfield, Colorado, États-Unis        |                                                  |
| Victoire | 23–4   | Igor Pokrajac            | Decision unanime                        | UFC 103 : Franklin vs. Belfort       | 9 septembre 2009  | 3     | 5:00  | Dallas, Texas, États-Unis               |                                                  |
| Victoire | 22–4   | Jason Lambert            | Decision unanime                        | Call to Arms I                       | 16 mai 2009       | 3     | 5:00  | Ontario, Californie, États-Unis         |                                                  |
| Défaite  | 21–4   | Antônio Rogério Nogueira | TKO (coup de genou)                     | Affliction: Day of Reckoning         | 24 janvier 2009   | 2     | 4:26  | Anaheim, Californie, États-Unis         |                                                  |
| Victoire | 21–3   | Jamal Patterson          | TKO (coups de poing)                    | IFL : New Jersey                     | 4 avril 2008      | 2     | 3:35  | East Rutherford, New Jersey, États-Unis | Défend le titre poids lourd de l'IFL             |
| Victoire | 20–3   | Alex Schoenauer          | Decision unanime                        | IFL : World Grand Prix Semifinals    | 3 novembre 2007   | 3     | 4:00  | Chicago, Illinois, Illinois, États-Unis | Devient le premier champion poids lourd de l'IFL |
| Victoire | 19–3   | Tim Boetsch              | Decision unanime                        | IFL : 2007 Semifinals                | 2 août 2007       | 3     | 4:00  | East Rutherford, New Jersey, États-Unis |                                                  |
| Victoire | 18–3   | Aaron Stark              | TKO (coups de poing)                    | IFL : Everett                        | 1er juin 2007     | 1     | 2:49  | Everett, Washington, États-Unis         |                                                  |
| Victoire | 17–3   | Justin Levens            | TKO (coups de poing)                    | IFL : Los Angeles                    | 17 mars 2007      | 1     | 3:53  | Los Angeles, Californie, États-Unis     |                                                  |
| Victoire | 16–3   | Dwayne Compton           | Submission (clé de bras)                | IFL : Houston                        | 2 février 2007    | 1     | 1:47  | Houston, Texas, États-Unis              |                                                  |
| Victoire | 15–3   | Anthony Ruiz             | Submission (clé de bras)                | Extreme Wars 3 : Bay Area Brawl      | 3 juin 2006       | 1     | 2:03  | Oakland, Californie, États-Unis         |                                                  |
| Victoire | 14–3   | Carlos Barreto           | TKO (blessure au genou)                 | Jungle Fight 4                       | 21 mai 2005       | 1     | 0:26  | Manaus, Brésil                          |                                                  |
| Défaite  | 13–3   | Andrei Arlovski          | KO (coup de poing)                      | UFC 44 : Undisputed                  | 26 septembre 2003 | 1     | 2:14  | Las Vegas, Nevada, États-Unis           |                                                  |
| Victoire | 13–2   | Pedro Rizzo              | Decision unanime                        | UFC 41 : Onslaught                   | 28 février 2003   | 3     | 5:00  | Las Vegas, Nevada, États-Unis           |                                                  |
| Victoire | 12–2   | Travis Wiuff             | Submission (coups de poing)             | UFC 40 : Vendetta                    | 22 novembre 2002  | 1     | 4:10  | Las Vegas, Nevada, États-Unis           |                                                  |
| Victoire | 11–2   | Antônio Rogério Nogueira | Decision unanime                        | UFO : Legend                         | 8 août 2002       | 3     | 5:00  | Tokyo, Japon                            |                                                  |
| Défaite  | 10–2   | Tito Ortiz               | Decision unanime                        | UFC 33 : Victory in Vegas            | 28 septembre 2001 | 5     | 5:00  | Las Vegas, Nevada, États-Unis           | Pour l'UFC Light Heavyweight Championship.       |
| Victoire | 10–1   | Yuki Kondo               | Decision unanime                        | UFC 32 : Showdown in the Meadowlands | 26 juin 2001      | 3     | 5:00  | East Rutherford, New Jersey, États-Unis |                                                  |
| Victoire | 9–1    | Tom Sauer                | TKO (coupure)                           | WEF : New Blood Conflict             | 26 août 2000      | 2     | 2:17  | Evansville, Indiana, États-Unis         |                                                  |
| Victoire | 8–1    | John Marsh               | Decision unanime                        | IFC : Warriors Challenge 6           | 25 mars 2000      | 3     | 5:00  | Friant, Californie, États-Unis          |                                                  |
| Défaite  | 7–1    | Vernon White             | Decision partagée                       | IFC : Montreal Cage Combat           | 9 octobre 1999    | 1     | 25:00 | Montréal, Canada                        |                                                  |
| Victoire | 7–0    | Travis Fulton            | Submission (Neck Crank)                 | IFC : Fighters Revenge               | 2 avril 1999      | 1     | 15:33 | Montréal, Canada                        |                                                  |
| Victoire | 6–0    | Kenji Kawaguchi          | KO (coups de poing)                     | Vale Tudo Japan 1998                 | 25 octobre 1998   | 1     | 3:10  | Urayasu, Japon                          |                                                  |
| Victoire | 5–0    | Joe Pardo                | Décision unanime                        | Rumble in Reno                       | 4 septembre 1998  | 3     | N/A   | Reno, Nevada, États-Unis                |                                                  |
| Victoire | 4–0    | Anthony Macias           | TKO (arrêt du médecin)                  | IFC 7 : Cage Combat                  | 30 mai 1998       | 1     | 0:16  | Montréal, Canada                        |                                                  |
| Victoire | 3–0    | Anthony Macias           | Soumission (coups de poing)             | IFC 5 : Battle in the Bayou          | 5 septembre 1997  | 1     | 2:59  | Bâton-Rouge, Louisiane, États-Unis      |                                                  |
| Victoire | 2–0    | Robert Lalonde           | Soumission (coups de poing)             | IFC 5 : Battle in the Bayou          | 5 septembre 1997  | 1     | 2:27  | Bâton-Rouge, Louisiane, États-Unis      |                                                  |
| Victoire | 1–0    | Vernon White             | Soumission (Neck Crank)                 | IFC 5 : Battle in the Bayou          | 5 septembre 1997  | 1     | 5:44  | Bâton-Rouge, Louisiane, États-Unis      |                                                  |